# Blessing Okagbare
Blessing Okagbare (Sapele, 9 de outubro de 1988) é uma atleta nigeriana especializada no salto em distância e salto triplo.
Em maio de 2007, durante os Jogos Pan-Africanos, estabeleceu um novo recorde do país de 14,13 metros, sendo quebrado depois pela compatriota Chinonye Ohadugha, que saltou 14,21 metros.
Nos Jogos Olímpicos de Pequim, foi medalha de bronze no salto em distância, atrás da brasileira Maurren Maggi, que ficou com o ouro e da russa Tatyana Lebedeva, medalhista de prata. No entanto, após a desclassificação de Lebedeva por doping retroativo, herdou a medalha de prata nessa prova.